# Lothar Schmidt (Musikwissenschaftler)
Lothar Schmidt (* 7. September 1960 in Marburg; † kurz vor 13. August 2023 ebenda) war ein deutscher Musikwissenschaftler.

## Leben
Nach dem Abitur 1978 mit naturwissenschaftlichem Schwerpunkt in Berlin-Steglitz (Paulsen-Gymnasium) studierte er von 1978 bis 1987 Musikwissenschaft, neuere deutsche Literatur und Kunstgeschichte in Marburg und Frankfurt am Main (Stipendiat der Studienstiftung des deutschen Volkes). Nach der Promotion 1987 an der Philipps-Universität Marburg war er von 1989 bis 1995 wissenschaftlicher Assistent (C1) an der Philipps-Universität Marburg. Nach der Habilitation 1998 an der Universität Leipzig war er seit 2004 Universitätsprofessor (C4) für Musikwissenschaft an der Philipps-Universität Marburg.
Seine Forschungsschwerpunkte waren die Geschichte der Musikästhetik und der Musiktheorie, die Musikgeschichte des späten 18. bis frühen 20. Jahrhunderts, Felix Mendelssohn Bartholdy, die Musikgeschichte der Frühen Neuzeit (15. bis frühes 17. Jahrhundert) sowie Musik und Aufzeichnung.